# Alvin Moore
Alvin Hovy Moore (Griffin, 11 de noviembre de 1891-Albuquerque, 9 de noviembre de 1972) fue un jinete estadounidense que compitió en la modalidad de doma. Participó en los Juegos Olímpicos de Los Ángeles 1932, obteniendo una medalla de bronce en la prueba por equipos.

## Palmarés internacional
| Juegos Olímpicos | Juegos Olímpicos             | Juegos Olímpicos  | Juegos Olímpicos |
| Año              | Lugar                        | Medalla           | Categoría        |
| ---------------- | ---------------------------- | ----------------- | ---------------- |
| 1932             | Los Ángeles (Estados Unidos) | Medalla de bronce | Por equipos      |